# Kosmos Theater (Wien)
Das Kosmos Theater in Wien ist ein Produktions- und Spielort am Siebensternplatz im 7. Wiener Gemeindebezirk Neubau.

## Geschichte
1998, ein Jahr nach dem ersten österreichischen Frauenvolksbegehren, gründeten Künstlerinnen den Verein LINK.* Verein für weiblichen Spielraum. Nach einem Konzept von Barbara Klein forderte LINK.* ein Zentrum für Kunst und Politik, das ausdrücklich weiblichen Künstlern gewidmet ist, ihren Arbeiten, Lebensentwürfen, Utopien und Visionen Raum gibt und diese stärker in der Öffentlichkeit verankert. Das Motto „Frauen brauchen Raum“ brachte das Anliegen öffentlichkeitswirksam auf den Punkt. Die Idee fand breite Unterstützung in allen Gesellschaftsschichten. Ein vier Jahre währender Kampf hunderter Aktivisten und mehrerer tausend Unterzeichner einer entsprechenden Petition mündete in Kunstaktionen, Protestkundgebungen und Interventionen im öffentlichen Raum. Dabei wurde unter anderem zehn Tage und Nächte lang das damals leer stehende Pornokino Rondell (heute Porgy & Bess) „künstlerisch“ besetzt. Diese Besetzung wurde zwar polizeilich beendet, doch die weiter andauernden Aktivitäten verhalfen zu einem alternativen Objekt, dem ehemaligen Kosmos-Kino im 7. Bezirk. Am 15. Mai 2000 eröffnete hier der „kosmos.frauenraum“, der 2002 in „KosmosTheater“ umbenannt wurde. Zeitgenössisches Theater fand nun ebenso Raum wie Performances, Tanz, Musik, bildende Kunst, Comedy, Kabarett und Clownerie. Gründungsintendantin Barbara Klein war bis März 2018 künstlerische und kaufmännische Leiterin der Spielstätte.

„Ich frage mich, wie es möglich ist, daß Personen immer noch für ihre Anliegen auf die Straße gehen müssen, demonstrieren müssen, Druck machen müssen, nur aufgrund ihres Seins aufgrund der biologischen Tatsache, daß sie Frauen sind.“

Im Oktober 2017 wurde bekannt, dass Veronika Steinböck mit 1. April 2018 die künstlerische Leitung des Kosmos Theater übernehmen soll. Im Oktober 2018 eröffnete das Kosmos Theater unter der künstlerischen Leitung von Veronika Steinböck mit einem zweitägigen Eröffnungsfest neu.

## Kunst

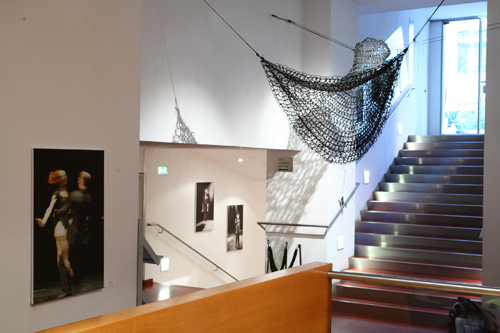
Eingangsbereich

„Das Kosmos Theater versteht sich als feministisches Haus, das weibliche* Stimmen und damit auch Gender-Balance im Theaterbetrieb fördert.“ lautet die Selbstbeschreibung des Theaters. In seinen Theaterproduktionen setzt das Theater vor allem seit 2018 auf zeitgenössische Dramatik, Erst- und Uraufführungen sowie auf eine enge Zusammenarbeit mit Kollektiven aus der (Wiener) Freien Szene. Neben Eigen- und Koproduktionen veranstaltet das Theater auch Gastspiele und ist Raum für Performances, Tanz, bildende Kunst und Konzerte.
Inhaltlich befassen sich die Produktionen oftmals mit role models aus Gegenwart und Geschichte, mit Utopien, gender troubles und feministischen Weltsichten.
In der Autorenschaft liegt das Augenmerk auf Künstlerinnen, um einen Gegenpol zu der zu rund 80 % bestehenden männlichen Autorenschaft zu bilden. Bei allen Eigen- und Koproduktionen des Kosmos Theater sei zumindest eine Position des Leitungsteams mit einer Künstlerin zu besetzen.
2018 wurde die Koproduktion mit dem Wiener Kollektiv makemake produktionen Muttersprache Mameloschn von Sasha Marianna Salzmann als beste Off-Produktion mit dem Nestroy-Theaterpreis ausgezeichnet (Regie: Sara Ostertag).
2021 wurde die Koproduktion NAME HER. Eine Suche nach den Frauen+ als eine der 10 bemerkenswertesten Inszenierungen zum Berliner Theatertreffen eingeladen.

## Daten

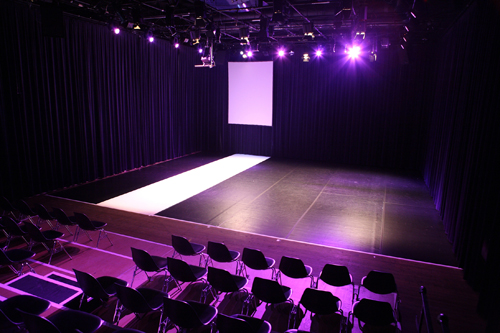
Theatersaal

Das Theater mit insgesamt 850 m² verfügt über einen flexiblen Theatersaal (200 m²) sowie eine Bar.